# Čičmany
Čičmany (deutsch Zimmermannshau, ungarisch Csicsmány – bis 1902 Csicsman) ist eine Gemeinde in der Nordwestslowakei mit 124 Einwohnern (Stand 31. Dezember 2024).

## Geographie
Sie liegt etwa 38 km südwestlich von Žilina, im Gebirge Strážovské vrchy, im Quellbereich der Rajčianka.

## Geschichte

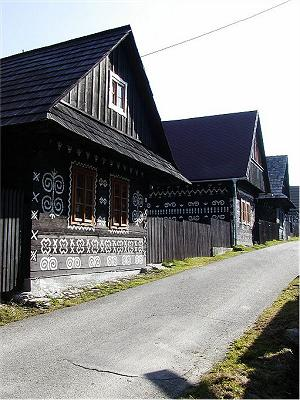
Volksarchitektur. Ungewöhnlich ist die weiße Bemalung der Holzhäuser.

Der Ort wurde 1272 zum ersten Mal als Cziczman erwähnt.

## Bevölkerung
| Jahr                | 1994 | 2004     | 2014     | 2024     |
| ------------------- | ---- | -------- | -------- | -------- |
| Anzahl der Personen | 281  | 204      | 152      | 124      |
| Unterschied         |      | −27,40 % | −25,49 % | −18,42 % |

| Jahr                | 2023 | 2024    |
| ------------------- | ---- | ------- |
| Anzahl der Personen | 121  | 124     |
| Unterschied         |      | +2,47 % |

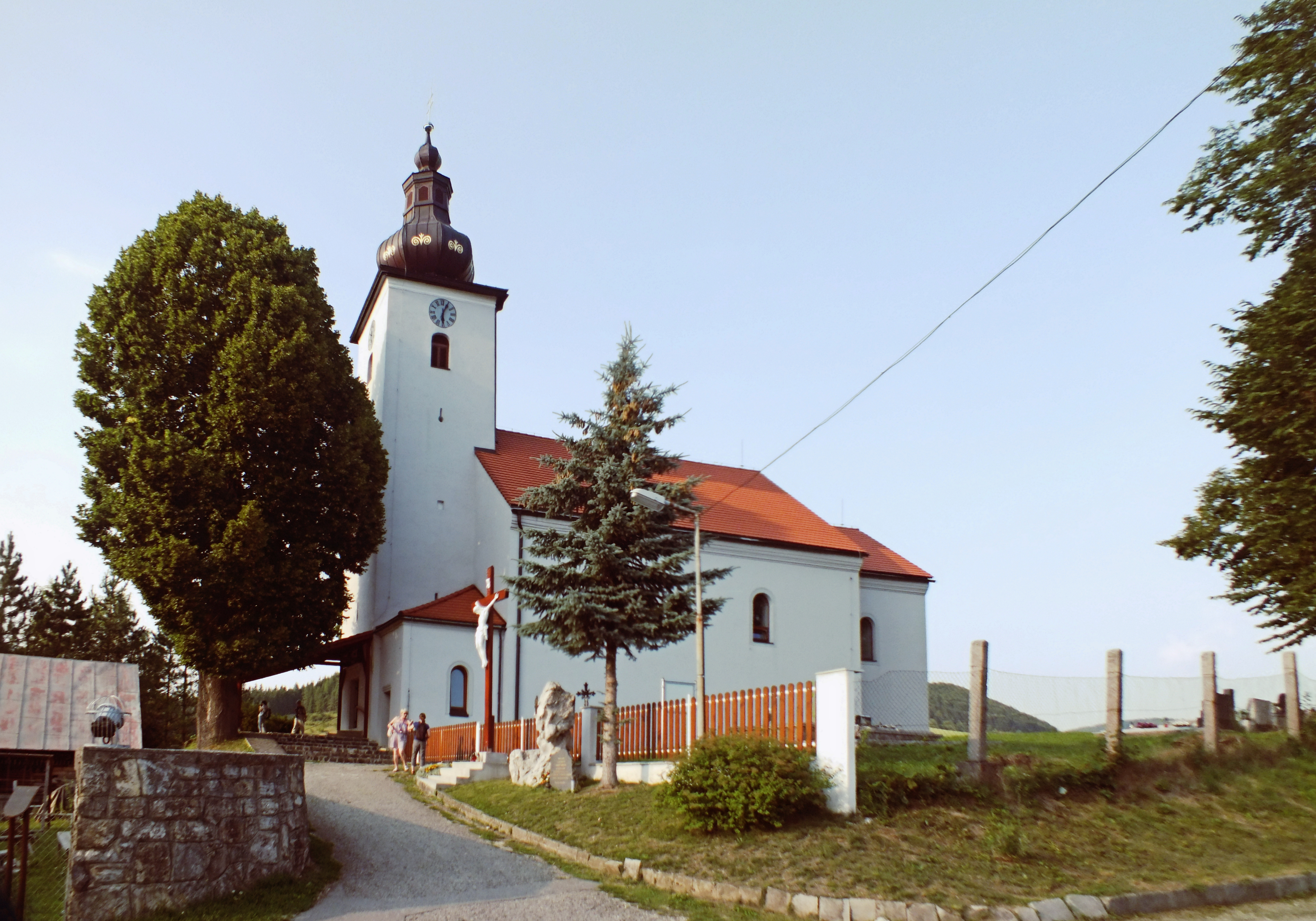
Kirche im Ort

Nach der Volkszählung 2011 wohnten in Čičmany 170 Einwohner, davon 167 Slowaken und ein Deutscher. Zwei Einwohner machten keine Angabe zur Ethnie.
155 Einwohner bekannten sich zur römisch-katholischen Kirche und zwei Einwohner bekannten sich zu einer anderen Konfession. Ein Einwohner war konfessionslos und bei 12 Einwohnern wurde die Konfession nicht ermittelt.

## Bauwerke
- römisch-katholische Kreuzerhöhungskirche im Barockstil aus dem Jahr 1669
- Kapelle aus dem 18. Jahrhundert

Čičmany ist vor allem bekannt für die gut erhaltene Volksarchitektur, Holzhäuser mit weißen Verzierungen. 1977 wurde der untere Teil der Gemeinde unter Denkmalschutz gestellt und ist eines der zehn Volksarchitekturreservate in der Slowakei.